# Andreas Berger
Andreas Berger (ur. 9 czerwca 1961 w Gmunden) – austriacki lekkoatleta specjalizujący się w biegach sprinterskich, dwukrotny uczestnik letnich igrzysk olimpijskich (Seul 1988, Barcelona 1992).

## Sukcesy sportowe
- siedmiokrotny mistrz Austrii w biegu na 100 metrów – 1984, 1985, 1986, 1987, 1988, 1989, 1991[1]
- sześciokrotny mistrz Austrii w biegu na 200 metrów – 1984, 1985, 1986, 1987, 1988, 1989
- dziewięciokrotny mistrz Austrii w sztafecie 4 × 100 metrów – 1982, 1983, 1984, 1985, 1986, 1987, 1988, 1989, 1991
- pięciokrotny halowy mistrz Austrii w biegu na 60 metrów – 1987, 1988, 1989, 1990, 1991[2]
- halowy mistrz Austrii w biegu na 200 metrów – 1987

| Rok  | Miasto    | Zawody                    | Konkurencja                | Wynik                  |
| ---- | --------- | ------------------------- | -------------------------- | ---------------------- |
| 1986 | Madryt    | Halowe mistrzostwa Europy | bieg na 60 m               | 5. miejsce             |
| 1988 | Budapeszt | Halowe mistrzostwa Europy | bieg na 200 m              | 4. miejsce             |
| 1989 | Haga      | Halowe mistrzostwa Europy | bieg na 60 m bieg na 200 m | złoty medal 4. miejsce |
| 1990 | Glasgow   | Halowe mistrzostwa Europy | bieg na 60 m               | 4. miejsce             |
| 1992 | Barcelona | Igrzyska olimpijskie      | sztafeta 4 × 100 m         | 7. miejsce             |

## Rekordy życiowe
- bieg na 60 metrów (hala) – 6,56 – Wiedeń 27/02/1988 (rekord Austrii)
- bieg na 100 metrów – 10,15 – Linz 15/08/1988 (rekord Austrii)
- bieg na 200 metrów – 20,52 – Monachium 06/06/1987
- bieg na 200 metrów (hala) – 20,85 – Budapeszt 06/03/1988